# Depot von Schollene
Das Depot von Schollene (auch Hortfund von Schollene) ist ein Depotfund der frühbronzezeitlichen Aunjetitzer Kultur (2300–1550 v. Chr.) aus Schollene im Landkreis Stendal (Sachsen-Anhalt). Das Depot befindet sich heute im Landesmuseum für Vorgeschichte in Halle (Saale). 

## Fundgeschichte
Die Fundumstände und das Fundjahr des Depots sind unbekannt.

## Zusammensetzung
Das Depot besteht aus neun Bronzegegenständen: zwei recht kleine dünne rundstabige Ösenhalsringe mit je einem abgebrochenen Ende, eine Spirale aus Draht mit ovalem Querschnitt, Bruchstücke einer weiteren Spirale aus Draht mit rundem Querschnitt und zwei länglichen Schiebern aus gefaltetem und mehrfach durchbohrtem Blech, zwei Schleifenringe aus Doppeldraht, Reste von wohl zwei weiteren Schleifenringen und ein Vollgriffdolch vom Oder-Elbe-Typ. Der Dolch besitzt fünf Nieten am Heft und weist Dekorreste in Form von horizontalen Riefen am Griff und einem Linienbanddreieck an der Klinge auf.